# Vincent Borel
Pour les articles homonymes, voir Borel.
Vincent Borel, né en 1962 à Gap, est un écrivain français.

## Biographie
Il intègre en 1985 les pages culture du Matin de Paris puis rejoint la rédaction de 7 à Paris l'année suivante. Après avoir rencontré Jean-François Bizot, fondateur de Radio Nova et du mensuel Actuel, il intègre la rédaction en tant que journaliste polyvalent, sections médecine, théâtre, cinéma, vie nocturne et mœurs contemporaines. Après des études de piano et d’orgue, et malgré une prédilection pour l’opéra et l’art sacré, il découvre les débuts de la house music et l’univers des raves. C'est l’occasion d’un premier roman Un Ruban noir, suivi en 1998 d’un écrit plus médical Vie et mort d’un crabe. En 1999, il devient rédacteur en chef de Nova magazine et publie, en 2002, Baptiste, un roman contant l’accession au pouvoir de Jean-Baptiste Lully.    
Cette variation contemporaine sur la politique, ses coulisses et ses aléas, est suivie de Mille regrets un roman picaresque. En 2004, il quitte le groupe Nova Press pour intégrer les rédactions des mensuels Classica et Opéra magazine. Suivront Un curieux à l'opéra : abécédaire impertinent de l'art lyrique, et un précis musicologique sur Lully.    
De 2005 à 2011, il est chroniqueur dans la Matinale de France Musique. Il écrit régulièrement dans les mensuels Geo et Geo Histoire. Son œuvre romanesque se poursuit chez Sabine Wespieser, avec Pyromanes, une fable apocalyptique. Antoine et Isabelle, en 2010, tisse le destin de sa famille avec celle des Gillet, une importante dynastie d'industriels lyonnais. 2013 voit la sortie de Richard W., roman de la vie de Wagner.     
En 2014, il signe le scénario d'Apocalypse 10 destins, une application pédagogique sur la Grande Guerre et coproduite  par France Télévisions. Septembre 2016 voit la parution d'un roman d'anticipation Fraternels. Il retrouve sa veine musicale dans La Vigne écarlate (2018), ouvrage consacré à l'obsessionnel Anton Bruckner (couronné par le Prix France Musique des Muses 2019 et le Prix Littéraire des Musiciens 2019). Dans Vertige de l'hélice (2021), l'auteur dévoile un visage longtemps occulté de Camille Saint-Saëns.

## Œuvres
- Un ruban noir, Arles, France, Actes Sud, 1995, 257 p.  (ISBN 2-7427-0617-8)
- Vie et Mort d'un crabe, Arles, France, Actes Sud, coll. « Domaine français », 1998, 135 p.  (ISBN 2-7427-1657-2)
- Baptiste, Paris, Sabine Wespieser Éditeur, 2002, 552 p.  (ISBN 2-84805-001-2)
- Mille Regrets, Paris, Sabine Wespieser Éditeur, 2004, 400 p.  (ISBN 2-84805-025-X)
- Pyromanes, Paris, Sabine Wespieser Éditeur, 2006, 150 p.  (ISBN 2-84805-040-3)
- Un curieux à l'opéra : abécédaire impertinent de l'art lyrique, Arles, France, Actes Sud, 2006, 213 p.  (ISBN 2-7427-6030-X)
- Jean-Baptiste Lully, Arles, France, Actes Sud, coll. « Classica », 2008, 149 p.  (ISBN 978-2-7427-7222-3)
- Antoine et Isabelle, Paris, Sabine Wespieser Éditeur, 2010, 492 p.  (ISBN 978-2-8480-5085-0)[1]

- Prix Laurent-Bonelli Virgin-Lire 2010 - Prix Page des libraires, 2010
- Richard W., Paris, Sabine Wespieser Éditeur, 2013, 320 p.  (ISBN 978-2-84805-133-8)[5]
- Fraternels, Paris, Sabine Wespieser Éditeur, 2016, 560p.   (ISBN 978-2-84805-208-3)
- La Vigne écarlate Paris, Sabine Wespieser Éditeur, 2018,  220 p.  (ISBN 978-2-84805-306-6)
- Vertige de l'hélice, Paris, Sabine Wespieser Éditeur, 2021,  224 p. (ISBN 978-2-84805-416-2)